# Веселин Никифоров
Веселин Иванов Никифоров е български икономист, член-кореспондент на Българската академия на науките.
Той е роден на 5 януари 1927 г. във Вършец. През 1951 г. завършва Висшия икономически институт „Карл Маркс“ (УНСС) в София със специалност „Планиране“.
Работи в БАН, където ръководи секцията „Възпроизводство и икономически растеж“. В периода 1966-1974 година е заместник-председател и първи заместник-председател на Държавния комитет за планиране. От 1974 до 1984 г. е председател на Българската народна банка. Между 1975 и 1984 година е и в министерския съвет. През периода 1983 - 1987 г. е председател на Комитета за социална информация (днес Национален статистически институт)..
Веселин Никифоров умира на 16 декември 2010 г.